# Wakkerendijk 41-47
Wakkerendijk 41 - 47 is een gemeentelijk monument aan de Wakkerendijk in Eemnes in de provincie Utrecht.
Op deze plek stond ooit herberg Het Rode Kruis. In 1921 werd de herberg met de nabijgelegen Pieterskerk door brand verwoest. Het dwarshuis staat evenwijdig aan de weg. Het zadeldak is met Muiden pannen gedekt. De gepotdekselde geveltoppen en de dakgoten rusten op klossen.